# Izzy Einstein en Moe Smith

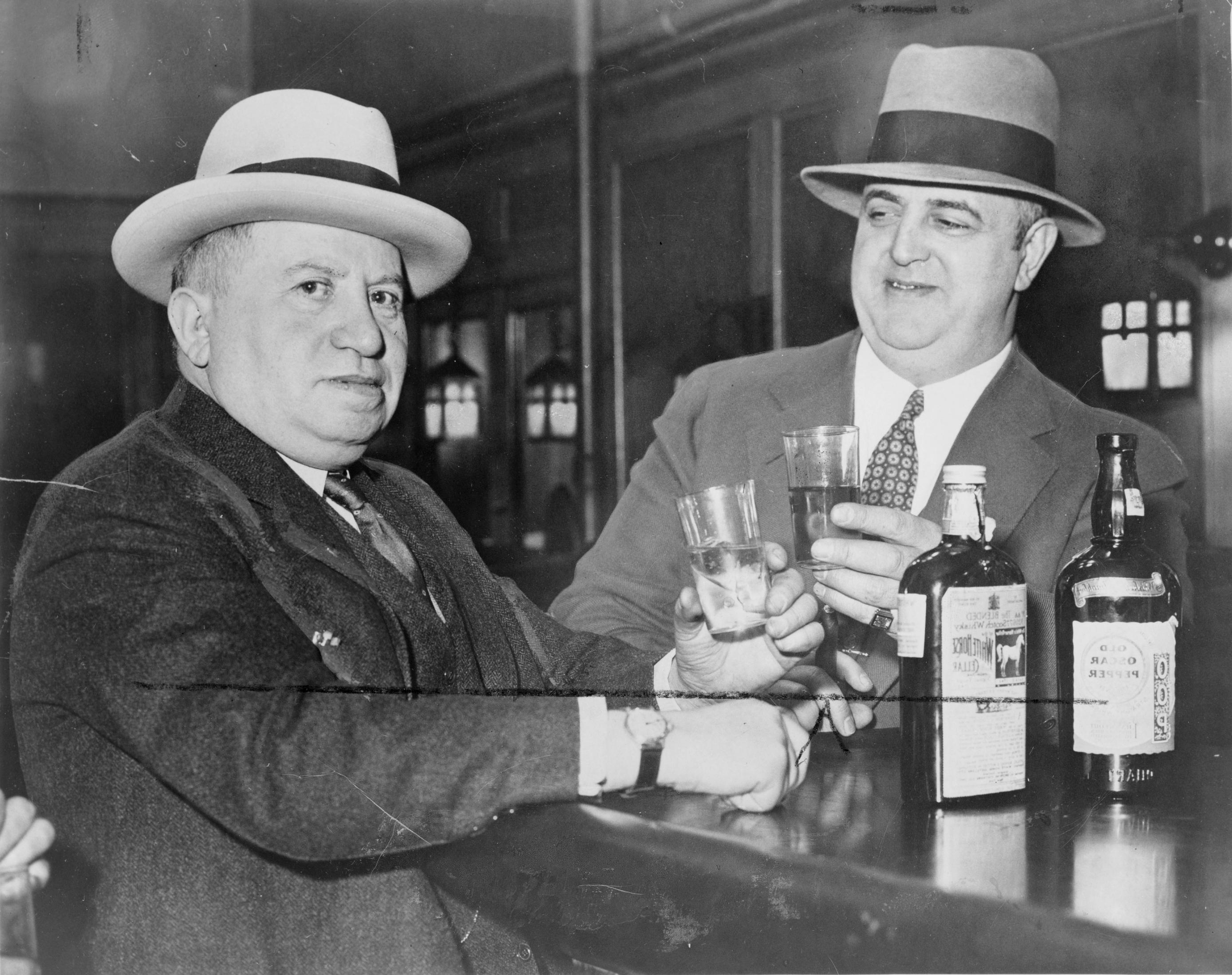
Izzy en Moe in 1935

Izzy (Isidor/Isadore) Einstein (ca. 1883 of 1888 – Manhattan, 17 februari 1938) en Moe W. Smith (ca. 1887 – Yonkers, 1961) waren Amerikaanse politieagenten, werkend voor het Amerikaanse Bureau of Prohibition, gedurende de eerste jaren van de Drooglegging in de Verenigde Staten. Ze werden bekend door de succesvolle sluiting van verschillende zogenaamde "speakeasies" en soortgelijke drankgelegenheden.
Het duo Izzy and Moe werkte tussen 1920 en 1925 in New York. Ze stonden bekend om hun vermommingen en verrichtten 4932 arrestaties, waarvan 95% in een veroordeling eindigde. Toen Izzy in 1927 een overplaatsing naar Chicago kreeg aangeboden, nam hij ontslag.

## Isidor Einstein
Isidor Einstein werd geboren in Oostenrijk uit Oostenrijkse ouders en had als moedertaal het Jiddisch. Hij emigreerde rond 1901 naar de Verenigde Staten. Daar trouwde hij rond 1906 met Esther Einstein (Oostenrijk/Galicië, ca. 1888). Ze hadden ten minste zeven kinderen: twee overleden voor 1910, Joseph (ca. 1910), Charles (ca. 1912), Edward (ca. 1914), Albert (ca. 1916 niet de beroemde Albert Einstein) en Milton (ca. 1927). In april 1910 was hij een winkeleigenaar van een buurtwinkel in Conyngham Luzerne County, Pennsylvania. In januari 1920 was hij postsorteerder in een postkantoor in Manhattan. Volgens de census uit 1930 is het beroep van Izzy, na zijn ontslag, verzekeringsmakelaar.
Einsteins overlijdensbericht in Time luidde:
"Overleden. Isidore ('Izzy') Einstein, 57, beroemdste droogleggingsagent; tien dagen na amputatie van zijn rechterbeen; op Manhattan. Met zijn politiepartner Moe Smith opereerde Izzy zo succesvol met wat hij "Einsteins Theory of Rum Snooping" noemde, dat als direct resultaat van zijn invallen er 4.932 barmannen, drankverkopers en "speakeasy"-eigenaars de cel in gingen. Izzy hield ervan voor doodgraver, visser, ijsverkoper of operazanger te spelen. Hij liep de Democratic National Convention van 1924 op Manhattan binnen met een sik aan zijn kin gelijmd en kondigde zichzelf aan als de afgevaardigde uit Kentucky, vond alleen frisdrank." Hij is begraven op de Mount Zion-begraafplaats in Queens County, New York.

## Moe W. Smith
Moe W. Smith werd geboren in New York uit Galicisch-Oostenrijkse ouders. Hij trouwde met Sadie Strauch (ca. 1891), een Jiddischsprekende, in 1920. In 1920 werkte hij als U.S. Marshal in de stad New York. Moe en Sadie woonden met haar broer, Benjamin (ca. 1889), "expert accountant" in New York, in Brooklyn. Hun dochter Estelle werd geboren rond 1925; in 1930 was Moe verzekeringsagent, net als Izzy.
Smiths overlijdensbericht in Time luidde:
"Gestorven. Moe Smith, 73, die, met partner Izzy Einstein, het grappigste en effectiefste team van Droogleggingsagenten vormde in de jaren '20. Verslaafd aan vermomming waren zij te zien als groentemannen, doodgravers en Democratic National Conventionafgevaardigden. Izzy en Moe arresteerden 4000 verdachte drankhandelaren en namen een geschatte 5.000.000 flessen drank in beslag; aan een beroerte; in Yonkers, N.Y."

## Film
Het verhaal van Izzy en Moe is verfilmd in de film Izzy en Moe uit 1985 en geregisseerd door Jackie Cooper. Jackie Gleason speelde hierin Izzy en Art Carney, Moe. Izzy's achterkleinzoon speelt ook in de film.